# 二階堂家住宅
二階堂家住宅（にかいどうけじゅうたく）は鹿児島県肝属郡肝付町新富（にいとみ）5595番地にある江戸時代の民家。国の重要文化財。

## 概要
建立は文化7年（1810年）頃と思われ、木造茅葺き屋根寄棟造り平屋の建物が2軒屋根をつなげて雁行型に連なっているように見える形式である。これは鹿児島県でも南部の民家にのみ見られる特徴であり、客間とおぼしき「オモテ」と日常の空間である「ナカエ」の建物から構成される。武家の屋敷らしく造りがしっかりしており、保存状況が良いことから昭和50年（1975年）6月23日に重要文化財に指定された。
1985年8月31日の昭和60年台風第13号により被災したため、1986年4月より保存修理事業を実施。南西約30メートルの位置に移築し、1987年6月30日に完了した。
この住宅の持ち主であった二階堂氏は鎌倉幕府の御家人発祥の薩摩国の豪族であったが島津氏配下となりこの地に移住させられた。最後の住人は衆議院議員で内閣官房長官などを歴任した二階堂進である。進の長男で、東京理科大学非常勤講師の二階堂行海が現在の所有者だが、行海は東京に在住しており、同住宅は有料で一般公開されている。

## 参考資料
- 『重要文化財 二階堂家住宅』（現地販売のパンフレット）